# Kira (namn)

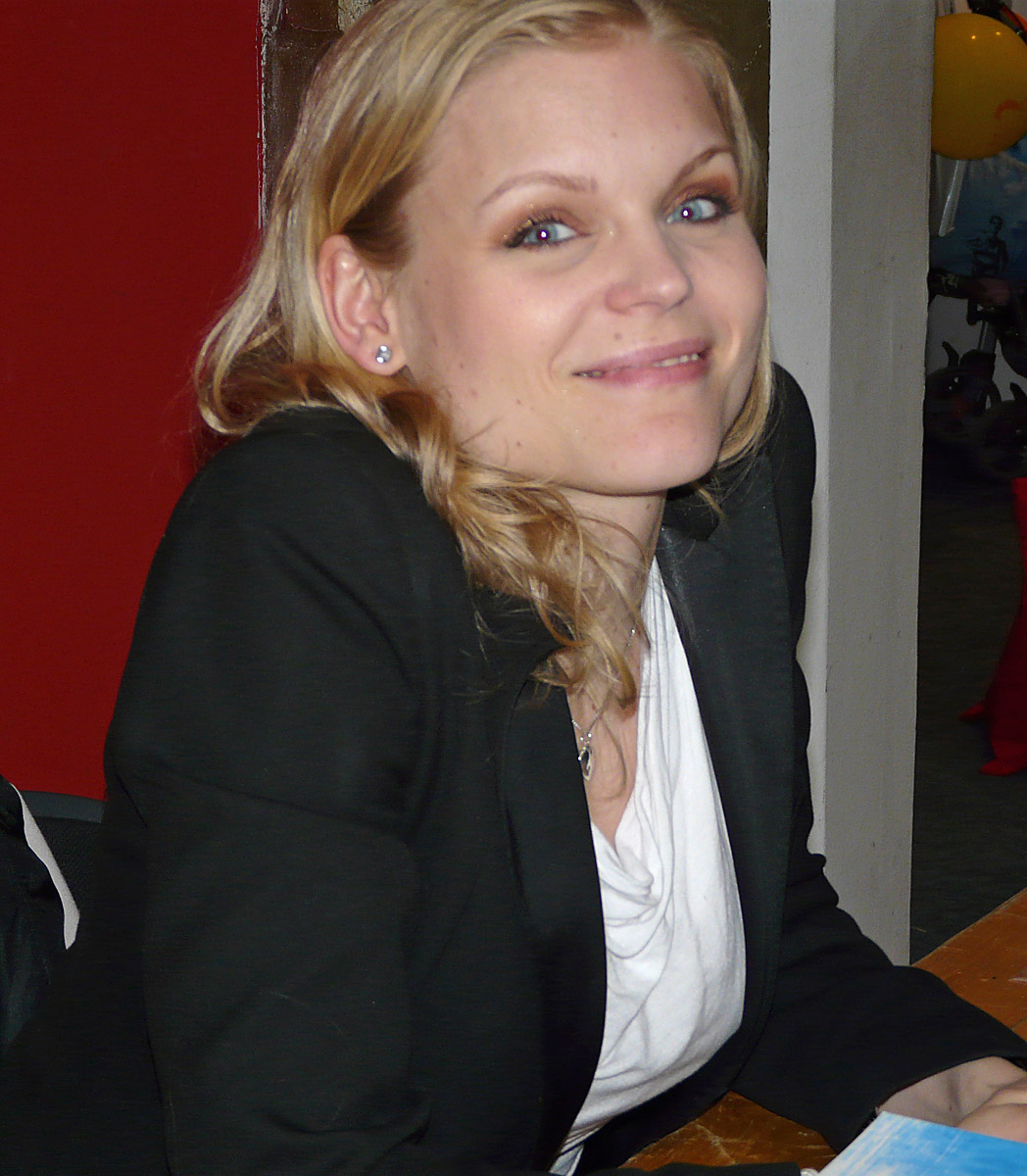
Kira Poutanen, 2011.

Kira är ett kvinnonamn med flera betydelser och ursprung.
I den finlandssvenska namnsdagslängden har Kira namnsdag 12 augusti sedan 2015.

## Personer med namnet Kira
- Kira Poutanen (1974–),  finländsk författare, översättare och skådespelare
- Kira Repka (1982–), svensk folkpartistisk politiker
- Kira (fribrottare) (2003–), mexikansk kvinnlig fribrottare